# Natalia Kohen
Natalia Cohan de Kohen (provincia de Mendoza, 1919-Buenos Aires, 8 de octubre de 2022), conocida como Natalia Kohen, fue una artista plástica y escritora argentina, ganadora de numerosos premios, y nombrada Personalidad Destacada de la Cultura de la Ciudad de Buenos Aires por la Legislatura de la ciudad de Buenos Aires en 2009.

## Trayectoria
Nació en 1919 en la provincia de Mendoza (Argentina). Al terminar la escuela secundaria se mudó a Buenos Aires, y estudió en la Facultad de Filosofía y Letras de la Universidad de Buenos Aires. Ejerció durante varios años como profesora de Letras y publicó libros de relatos y poemas. Realizó viajes de estudio por América, Europa y Oriente. Dirigió la Fundación Argentina de Ciencia y Cultura.
Se casó con Mauricio Kohen cuando este era un joven visitador médico y que, con los años, se convirtió en un poderoso y rico industrial, dueño de la empresa farmacéutica Argentia. Durante años Natalia fue la directora de la Fundación Argentia.
Luego comenzó sus estudios de pintura junto a la grabadora Aída Carballo (en Buenos Aires), y en la Sir John Cass School of Art (en Londres). También estudió en el Gabinete de Dibujo y Grabado del British Museum (en Londres).
Como artista plástica, realizó exposiciones de pintura, de dibujo y de grabado en Argentina y en el exterior. Obtuvo premios municipales y nacionales. 
Como escritora, publicó varios libros de relatos y poemas y ganó numerosos premios. Su cuento El hombre de la corbata roja inspiró el ballet del mismo nombre, interpretado por Julio Bocca.

Esa historia empezó cuando fui a buscar un cuadro de Antonio Seguí para regalarle a mi hija menor. Hubo uno que me llamó mucho la atención, donde uno de los hombrecitos que él dibuja corría con una corbata roja volando. El día en que compré el cuadro soñé que el hombre de la corbata roja me perseguía y me quería matar. Le escribí a Seguí una carta diciéndole: «Hacé algo para exorcizar a este personaje que vos creaste porque aparece en mis sueños». Él, siguiendo el chiste, me mandó un grabado de dos gauchos enfrentándose con puñales: dijo que se preparaban para matar al hombre de la corbata roja. Después se me ocurrió escribir un cuento con esa historia y salió en el libro. Elio Marchi se lo leyó a Julio Bocca y lo adaptamos para el ballet que se dio en el teatro Maipo.
Natalia Kohen

En 2005 sus hijas la declararon insana con la ayuda del médico neurólogo y diputado de la Unión Cívica Radical Facundo Manes, quien la diagnosticó con la enfermedad de Pick. por lo que tuvo una internación psiquiátrica contra su voluntad. En el ambiente neurológico se conoce que sus hijas hicieron una donación de una importante suma de dinero al neurólogo Manes, el que habría servido para la creación de su Centro INECO. Un juicio posterior demostró que estaba sana y le fueron devueltos sus bienes.
La justicia penal entendió que los médicos intervinientes no cometieron delito al emitir los certificados que indicaban su insania, justificado que cometieron un error de diagnóstico. Tras el pedido de disculpas de sus hijas, Natalia afirmó haber recompuesto su situación familiar.
Falleció el 8 de octubre de 2022 a los ciento tres años.

## Exposiciones colectivas
- 1999-2000 - Exposición colectiva: Fundación Julio Bocca, en el Palais de Glace, Buenos Aires, Argentina.
- 2000 - I Bienal Argentina de Gráfica Latinoamericana. Invitados de Honor, Museo Eduardo Sívori, Buenos Aires, Argentina.

## Exposiciones individuales
Realizó numerosas exposiciones en forma individual, entre ellas:
- 1974 - Galería Galatea, Buenos Aires, Argentina.

- Museo de Arte Americano, Maldonado, Uruguay.
- 1976 - Galería Bonino, Buenos Aires, Argentina.
- 1977 - Museo de Arte Americano, Maldonado, Uruguay.
- 1978 - del Retiro Galería de Arte, Buenos Aires, Argentina.

- Museo Municipal, Olavarría, Argentina.
- 1980 - Museo de Arte Americano, Maldonado, Uruguay.
- 1981 - del Retiro Galería de Arte, Buenos Aires, Argentina.
- 1984 - Centoira Galería de Arte, Buenos Aires, Argentina.

- Galería Hache Sarmiento, Buenos Aires, Argentina.
- 1985 - Galería Casa Taller, Maldonado, Uruguay.

- Galería Praxis, Mar del Plata, Argentina.
- Galería La Gran Aldea, Buenos Aires, Argentina.
- 1986 - Galería Rubbers, Buenos Aires, Argentina.
- 1987 - Galería La Gran Aldea, Buenos Aires, Argentina.
- 1988 - Centoira Galería de Arte, Buenos Aires, Argentina.
- 1990 - Galería del Buen Ayre, Martínez, Argentina.
- 1993 - Galería Vermeer, Buenos Aires, Argentina.
- 1994 - Librería Clásica y Moderna, Buenos Aires, Argentina.
- 1995 - Museo de Arte Hispanoamericano "Isaac Fernández Blanco", Buenos Aires, Argentina.
- 1996 - Staël Gallery, Punta del Este, Uruguay.
- 1997 - Staël Gallery, Punta del Este, Uruguay.
- 2000 - Arte BA 2000. 1ª Feria de Galerías de Arte del Mercosur, Buenos Aires, Argentina.
- 2001 - Arte BA 2001, Buenos Aires, Argentina.

## Obras escritas
Escribió relatos, poemas y novelas, además de libros de arte.
- Patios (1981), premiado por la Cámara Argentina de Publicaciones, Edición del Instituto Salesiano de Artes Gráficas, Buenos Aires.
- Historia de Patios (1996).
- Cortes transversales (1970), poemas. Edición de Francisco Colombo.
- La imagen que conozco (1973), poemas. Edición de Francisco Colombo.
- Todas las máscaras (1997), cuentos. Temas Grupo Editorial.
- El color de la nostalgia. Editorial El Ateneo.
- El collar (2000), novela. Ameghino Editora.
- Plaquettes para bibliófilos: relatos y aguafuertes.
- Tres elegías (1971).
- Serafina (1977).
- Scapulae Alatae (1984), prosa poética con dos aguafuertes originales de Raúl Alonso.
- Ocasiones muy especiales (1991).
- La Sombra (1999).
- El hombre de la corbata roja (2000), con un aguafuerte de Antonio Seguí.

## Reconocimientos
- 1973 - Premio de Dibujo en el Salón Municipal de Artes Plásticas Manuel Belgrano, Buenos Aires, Argentina.
- 1975 - Premio en el XI Salón Nacional de Grabado y Dibujo, Buenos Aires, Argentina.
- 1978 - Premio Salón Barrios de Buenos Aires, Buenos Aires, Argentina.
- 1982 - Premio "Los Libros Mejor Impresos y Editados en la Argentina", Cámara Argentina de publicaciones (reproducción de 26 acuarelas inéditas), Buenos Aires, Argentina.
- 1983 - Premio Salón Nacional de Poemas Ilustrados, Casa del Poeta, La Plata, Argentina.
- 1986 - Premio Mecenas por su trabajo en la Fundación Argentina de Ciencia y Cultura.
- 2000 - Primer Premio "Los Libros Mejor Impresos y Editados en la Argentina" Bienio 1998-1999, Cámara Argentina de Publicaciones (El Color de la Nostalgia, casi una autobiografía, El Ateneo, Buenos Aires, 1998. Incluye 66 fotografías), Buenos Aires, Argentina.
- 2009 - Legislatura de la Ciudad de Buenos Aires la nombró Personalidad Destacada de la Cultura de la Ciudad de Buenos Aires.[10]